# Guerre (roman)
Guerre est un roman inédit de Louis-Ferdinand Céline, retrouvé en 2021 puis publié à titre posthume aux éditions Gallimard le 5 mai 2022,. 

## Histoire

### Description
Écrite d'un seul jet, certainement[réf. nécessaire] en 1934 - soit deux ans après la parution du Voyage au bout de la nuit -, l'œuvre oscille entre récit à résonance autobiographique et roman. Elle met en scène la convalescence du brigadier Ferdinand Bardamu, blessé sur le front des Flandres, en proie aux affres de la Grande Guerre.

### Un manuscrit retrouvé
Le roman fait partie des manuscrits inédits de Louis-Ferdinand Céline abandonnés par l'écrivain dans son appartement de la rue Girardon en 1944, alors qu'il prend la fuite en catastrophe avant l'épuration. Volés, puis perdus de vue, ces manuscrits donnés au journaliste Jean-Pierre Thibaudat par une source anonyme réapparaissent publiquement en août 2021,. 
Guerre est le premier de ces manuscrits à être publié par les éditions Gallimard, Antoine Gallimard précisant qu'un accord avait été signé avec Lucette Destouches, - la veuve de l'écrivain -, avant sa mort en 2019, concernant d'éventuels inédits.
Selon l'éditeur Pascal Fouché, le texte original, constitué de 250 feuillets, daterait de 1934. Jamais publié, il est présenté sous une forme inachevée, les neuf premières pages ayant été perdues et certains mots figurant entre crochets.

## Résumé
Le roman relate la convalescence du brigadier Ferdinand Bardamu, personnage central du Voyage au bout de la nuit, du moment où il vient à reprendre conscience sur le champ de bataille jusqu'à son départ pour Londres (motif développé par Céline dans Londres, paru en octobre 2022 ainsi que dans Le Pont de Londres).

## Première réception critique
Le roman paraît finalement le 5 mai 2022 dans la collection Blanche, bénéficiant d'une importante couverture médiatique dans les jours précédant sa sortie. La presse se montre dans l'ensemble très élogieuse, n'hésitant pas à qualifier cet inédit de « chef-d'œuvre »,,. 
Dans Mediapart, Antoine Perraud se fait plus critique, insistant sur le caractère d'ébauche d'une œuvre qui n'a pas été relue par l'écrivain, et n'est donc pas aboutie ni exempte de lourdeurs. Il est aussi déçu de l'ouvrage proposé par Gallimard : « Son exploitation, son édition et sa réception illustrent les failles de l’intelligence française. », soulignant à ses yeux la faiblesse de la préface de François Gibault, de même que celle de l'appareil critique et du lexique, sinon absents, du moins réalisés sans la rigueur qui semblait s'imposer pour une édition pareille. 
Le roman, affublé à sa sortie d'un bandeau rouge « Céline inédit » est tiré d'emblée à 80 000 exemplaires, tirage quatre fois plus important que pour les soixante-quinze feuillets inédits de Marcel Proust publiés en 2021 par la maison. Dans l'un des deux articles consacrés à la parution, Libération souligne ainsi la manne économique que représente cette publication, première d'une série d'inédits à venir.

## Adaptation au théâtre
En 2023 le metteur en scène Benoît Lavigne adapte le roman dans un seul en scène avec l'acteur Benjamin Voisin au Festival d'Avignon et au Théâtre du Petit-Saint-Martin.